# Palais des Arts de Bahia
Le musée Rodin Bahia est situé à Salvador de Bahia dans le Palais des arts (Palacete das Artes en portugais) qui date de 1912 et situé dans le quartier historique de Graça. Même s'il porte le nom de Rodin, il est également consacré aux artistes plastiques brésiliens et d'ailleurs.

## Historique
L'initiative de créer ce musée est née en 2002. Elle fait suite au succès de nombreuses expositions consacrées à l'artiste dans le pays. Devant ouvrir initialement en 2003, il a été inauguré en 2009. Cette ouverture coïncide avec l'année de la France au Brésil.